# کلسیم دی
کلسیم دی (به انگلیسی: Calcium  D)
رده درمانی: املاح و مواد ضروری بدن .
اشکال دارویی: قرص، شربت
دریافت ویتامین D برای داشتن یک سیستم ایمنی قوی ضروری است، به بیان دیگر این ویتامین عملکرد ایمنی اکتسابی را بهبود می‌بخشد و از پیشرفت بیماری‌های خودایمنی جلوگیری می‌کند. همچنین تعداد زیادی از مطالعات نشان داده‌اند که کمبود ویتامین D با افزایش خطر بیماری قلبی، فشار خون بالا، افسردگی، آرتریت روماتویید، دیابت، بیماری MS، چاقی، عفونت‌های ویروسی، سرطان پستان و کولون در ارتباط است.
همچنین ، بدن شما ، برای ساخت و نگهداری از استخوان‌های محکم، به کلسیم نیاز دارد. قلب شما، ماهیچه‌ها و اعصاب نیز برای عملکرد درست به کلسیم نیاز دارند. برخی مطالعات نشان می‌دهد که کلسیم همراه با ویتامین D فواید بسیاری، بیشتر از استخوان‌های سالم، دارند. بزخی فواید قرص کلسیم د شامل :
•محافظت در برابر سرطان
•دیابت و فشار خون بالا
افزایش استحکام استخوان
بهبود خواب
تنظیم ضربان قلب
موثر در متابولیسم آهن بدن
تنظیم کارکرد سیستم عصبی بدن
کنترل و تنظیم انقباض عضلات بدن

• ممکن است باشد؛ {اما مدارک در ارتباط با این فواید سلامتی از قرص کلسیم د کاملا قطعی نیست.}

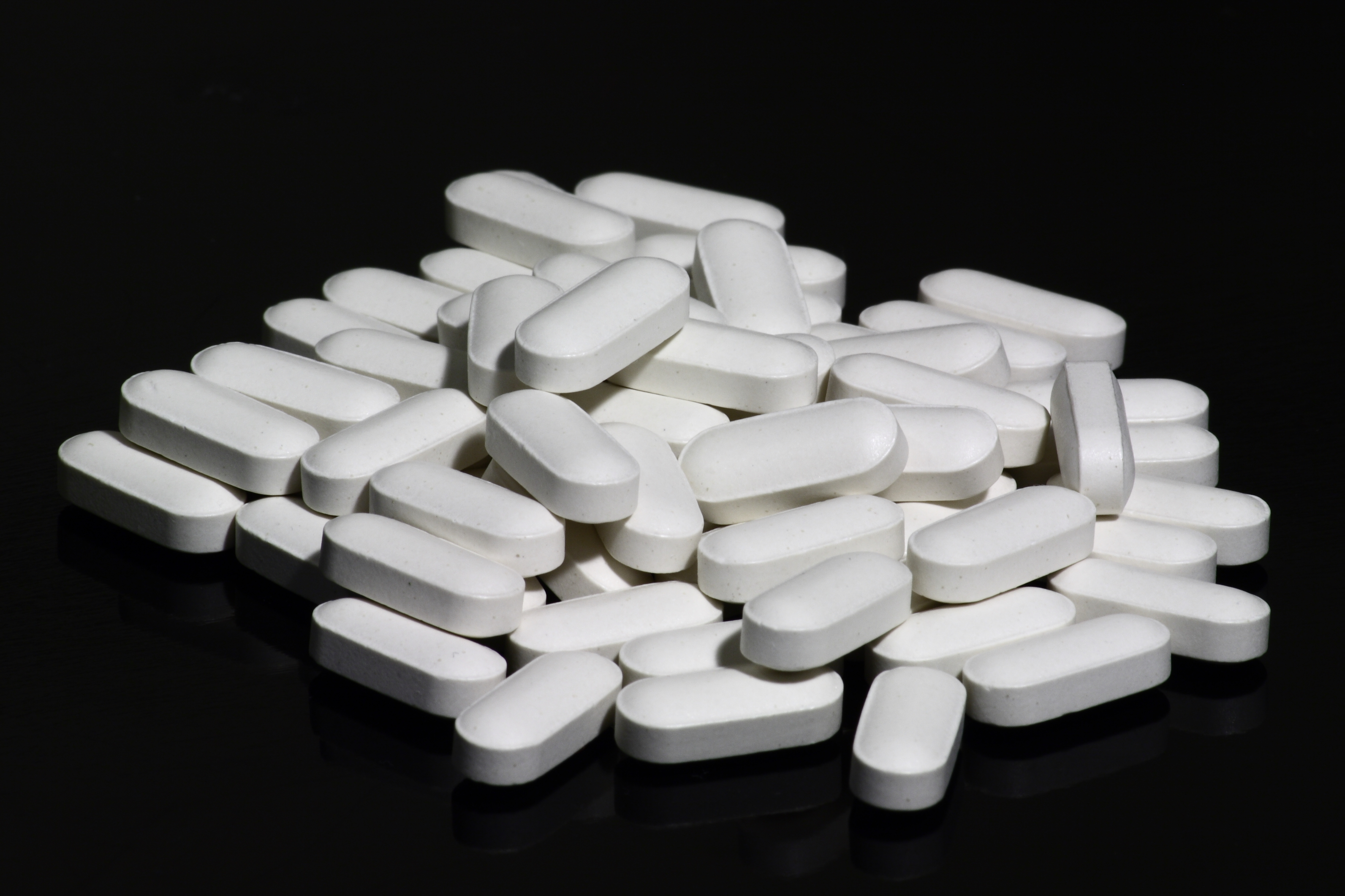
کلسیم،ویتامین دی،اسکلت،مواد معدنی‌موردنیاز‌بدن

## موارد مصرف
در درمان هیپوکلسمی مزمن و نیز به عنوان مکمل خوراکی و کمبود ویتامین دی به کار می رود.

## مکانیسم اثر
این دارو محتوی کلسیم و ویتامین فاح دی برای کمک به جذب آن است 
Calcium (as Corbonate) ۵۰۰ mg + Vitamin D ۲۰۰ IU

## موارد منع مصرف
فراورده های حاوی کلسیم در زیادی اولیه یا ثانویه کلسیم خون، افزایش کلسیم ادرار، سنگهای کلسیمی در کلیه، سارکوئیدوز و مسمومیت با دیژیتال نباید مصرف شود.